# 小金山岛
小金山岛，位于杭州湾口北部，距大陆金山嘴4.1公里。该岛地势平坦，呈西北-东南走向，最长处450米，最宽处247米，主峰高34.23米，海岸线长度1010米，面积0.036平方公里，是“金山三岛海洋生态自然保护区”的一部分。岛上只有野草与灌木丛，目前仍是一座无人岛。